# Myrna Dołyna (obwód ługański)
Myrna Dołyna (ukr. Мирна Долина) – osiedle typu miejskiego na Ukrainie, w obwodzie ługańskim, w rejonie siewierodonieckim. W 2001 liczyło 480 mieszkańców.